# 박광정
박광정(朴廣正, 1962년 1월 19일 ~ 2008년 12월 15일)은 대한민국의 배우이자, 연극 연출가이다.

## 생애
1980년 연극배우로 첫 데뷔하였으며 1982년에 뮤지컬배우로 데뷔한 그는 1992년에 영화 《명자, 아끼꼬, 쏘냐》로 데뷔하였다. 같은 해 1992년에는 연극 《마술가게》를 연출하면서 연극 연출가로도 데뷔하였다.
2008년 4월에 언론에 폐암에 걸렸음이 보도되었다. 이후 많은 성원에 힘입어 상태가 호전되는 듯하였으나, 또다시 악화되었으며 끝내 2008년 12월 15일에 사망하였다. 향년 47세.

## 학력
- 1980년 광주진흥고등학교 졸업
- 1984년 성균관대학교 금속공학과 학사
- 1992년 한양대학교 연극영화학과 학사

## 출연작

### 영화
- 2010년 《작은 연못》 (유작)
- 2008년 《팝 라이프》, 《뜨거운 것이 좋아》
- 2007년 《아내의 애인을 만나다》, 연극 《죽도록 죽도록》
- 2006년 연극 《매직타임》, 연극 《강신일 모노드라마 진술》
- 2005년 《오로라 공주》, 연극 《막판에 뜨는 사나이》, 연극 《마르고 닳도록》
- 2003년 《역전에 산다》
- 2002년 《도둑맞곤 못살아》, 《아이언 팜》
- 2000년 《물고기 자리》, 《행복한 장의사》, 연극 《저 별이 위험하다》
- 1999년 《자귀모》
- 1998년 《남자 이야기》
- 1997년 《스카이 닥터》, 《마지막 방위》, 《넘버3》, 《박대박》, 뮤지컬 《모스키토》
- 1996년 《코르셋》, 《진짜 사나이》, 《꽃잎》, 연극 《비언소》, 연극 《날 보러와요》
- 1994년 《세상 밖으로》
- 1993년 《비명도시》, 《고철을 위하여》
- 1992년 《명자 아끼고 쏘냐》, 연극 《마술가게》

### 드라마
- 2008년 《대박인생》, 《누구세요?》
- 2007년 《뉴하트》, 《하얀 거탑》, 《9회말 2아웃》, 《마왕》, 《케 세라 세라》(※특별출연)
- 2006년 《특수수사일지: 1호관 사건》
- 2005년 《단팥빵》
- 2004년 《압구정 종갓집》, 《아일랜드》, 《사랑한다 말해줘》
- 2003년 《좋은사람》, 《압구정 종갓집》, 《백수탈출》
- 2002년 《막상막하》《내사랑팥쥐》
- 2001년 《비단향꽃무》 , 《맛있는 청혼》
- 2000년 《학교 3》, 《팝콘》, 《경찰특공대》, 《눈으로 말해요》
- 1999년 《학교 2》, 《마법의 성》, 《퀸》
- 1998년 《미스터Q》
- 1996년 《신고합니다》
- 1995년 《아스팔트 사나이》
- 1994년 《사랑을 그대 품안에》

### 광고
- OB라거
- 백설 군만두
- 제일제당 컨디션
- 현대자동차 린번 (feat 남희석)
- SK텔레콤 스피드 011
- 해태제과 투캅스
- 외환카드
- 롯데햄 키스틱

## 기타
- 박광정의 연극 연출 데뷔작을 《마술기계》로 표기한 신문 기사가 다수 있으나, 이는 잘못된 표기이다. 《마술가게》가 올바른 표기이다.